# بصیره
بُصَیره (به عربی: البصيرة) یکی از شهرهای شرقی سوریه است که در شهرستان دیرالزور از استان دیرالزور واقع شده‌است.
این شهر در محل تلاقی رود فرات با خابور قرار دارد.
این شهر در گذشته قرقیسیا نام داشته و تحت سلطهٔ رومیان بوده‌است.

## خصوصیات
بصیره ۶٬۱۹۹ نفر جمعیت دارد.